# D.A.V.E.
¨D.A.V.E.¨ (Digital Villano Emulador, en inglés Digitally Advanced Villain Emulator) es un villano de la serie de The Batman, para el último capítulo de la tercera temporada.

## Historia
Según el episodio, D.A.V.E., era una computadora creada por el doctor Hugo Strange, con las habilidades de los villanos más poderosos. Sin embargo, en la demostración, D.A.V.E se descargó y Strange dio a entender que fue un error. Sin embargo, D.A.V.E consigue un cuerpo y empieza con sus crímenes:
- Roba todo el dinero de las cuentas bancarias de los ciudadanos de Gotham City.
- Apaga la luz de Gotham City y deja solo luces con su nombre: D.A.V.E.
- Golpea a Alfred y a Batman.

Tomando en cuenta el punto 3, D.A.V.E., después de hacer un análisis, logra saber la identidad secreta de Batman (Bruce Wayne).
Así, D.A.V.E logra entrar a la Mansión Wayne, golpea a Alfred y cuando Batman llega, D.A.V.E lo pone a prueba con un juego que el llama: La Situación sin ganancia. Batman tiene dos opciones: salvar a Alfred, quien está amarrado por cadenas y está a punto de ser aplastado por una moneda gigante, pero revelando su identidad o lo contrario.
Sin embargo, Batman le hace a D.A.V.E la pregunta que lo hace descontrolarse: Cúal es su Origen. Como se mencionó, es una computadora. Alfred se desamarra y Batman golpea a D.A.V.E, quien cae encima de la silla donde estaba a Alfred. Rápido, Batman aplasta el botón de salvar su identidad y la moneda cae sobre D.A.V.E, quien muere. Mientras Hugo Strange, ya está en una celda.

## Curiosidades
- D.A.V.E., parece ser una versión de H.A.R.D.A.C, un villano de Batman: The Animated Series.

Los villanos que conforman a D.A.V.E. son:
- El Joker
- El Pingüino
- El Riddler
- Cara de Barro
- Sr. Frío
- El mismo profesor Hugo Strange

- Datos: Q3639005